# Härkäjärvi (Jukkasjärvi socken, Lappland, 750233-172768)
Härkäjärvi är en sjö i Kiruna kommun i Lappland och ingår i Kalixälvens huvudavrinningsområde. Sjön har en area på 0,181 kvadratkilometer och ligger 374,6 meter över havet.

## Delavrinningsområde
Härkäjärvi ingår i det delavrinningsområde (750329-172624) som SMHI kallar för Inloppet i Piilijärvi. Medelhöjden är 401 meter över havet och ytan är 16,6 kvadratkilometer. Det finns ett avrinningsområde uppströms, och räknas det in blir den ackumulerade arean 34,67 kvadratkilometer. Piilijoki som avvattnar avrinningsområdet har biflödesordning 2, vilket innebär att vattnet flödar genom totalt 2 vattendrag innan det når havet efter 277 kilometer. Avrinningsområdet består mestadels av skog (56 procent) och sankmarker (41 procent). Avrinningsområdet har 0,36 kvadratkilometer vattenytor vilket ger det en sjöprocent på 2,1 procent.